# هيرام وينيت أور
هيرام وينيت أور (بالإنجليزية: H. Winnett Orr)‏ ـ (17 مارس 1877 ـ 11 أكتوبر 1956) هو جراح عظام أمريكي. ولد في بنسلفانيا، ونشأ وعاش بقية عمره في نبراسكا. يعد رائدًا في ابتكار طرق لعلاج الكسور باستخدام القوالب الجبسية.
شارك وينيت أور في الحرب العالمية الأولى برتبة ميجور في فيلق الاحتياط الطبي بقوات التدخل السريع لقوات الحلفاء، وخدم في أحد المستشفيات العسكرية بمدينة كارديف في ويلز.